# Payosphaeria minuta
Payosphaeria minuta är en svampart som beskrevs av H.Y.M. Leung 1990. Payosphaeria minuta ingår i släktet Payosphaeria, ordningen köttkärnsvampar, klassen Sordariomycetes, divisionen sporsäcksvampar och riket svampar.   Inga underarter finns listade i Catalogue of Life.